# Munotwächter

Munotturm mit Wächterwohnung und Munotglöckchen

Der Munotwächter, oder seit 2017 die Munotwächterin, nimmt das Amt des Türmers im Turm der Festung Munot wahr. Das Amt des Türmers auf dem Emmersberg in Schaffhausen ist seit der zweiten Hälfte des 12. Jahrhunderts praktisch lückenlos belegt und wurde bereits auf der Vorgängeranlage «Annot», die bis 1589 bestand, ausgeübt.

## Geschichte
Bis 1926 versah der Munotwächter nebst der Feuerwache auch die Kriegswache.
Darüber hinaus war es seine Aufgabe, den Schiffsverkehr auf dem Rhein zu beobachten und nahende Handelsschiffe – je nach deren Grösse – durch Hornstösse und Flaggensignale anzukündigen. Letzteres diente der Information von Kaufleuten und Hafenarbeitern, die zum Entladen der aus den Bodenseehäfen ankommenden «Lädinen» und «Segmer» herbeieilten. Sie mussten schnell entladen werden, da der Rheinfall die Weiterfahrt verhinderte und der Stadt Schaffhausen somit Stapelrecht und Umschlagsrecht «von Gottes Gnaden» verschaffte.
Die Schaffhauser Obrigkeit legte sehr viel Wert darauf, dass der Munotwächter seinen Pflichten auch nachkam. So war er zuerst dazu verpflichtet, den Munot niemals zu verlassen. Nur am Sonntag durfte er dem Gottesdienst beiwohnen und jeden zweiten Sonntag im städtischen Badehaus ein Bad nehmen. Zu einem späteren Zeitpunkt lockerte man diese Bestimmungen und beschränkte sich dann auf ein Wirtshausverbot und die Verpflichtung, allen geselligen Anlässen fernzubleiben. Gemäss dem Ratsprotokoll vom 30. Mai 1554 soll der Wächter «flissig uff dem Thurn wachen, nachts die Stunden mit dem Blasen melden und sich mit Wein nit überladen, und zu all Gesellschaften und Würtshüser verbotten sin. Will er drinckhen, soll er uff dem Thurn mit siner frowe drinckhen!»

## Das Munotwächteramt heute
Seit 1589 läutet der Munotwächter jeden Abend um 21.00 Uhr das Munotglöckchen, welches früher das obrigkeitliche Signal zum Schliessen der Stadttore, aber auch der Wirtshäuser und Schänken war. War früher ein eine Viertelstunde andauerndes Läuten Pflicht, so begnügt man sich heute mit fünf Minuten.
Zu den modernen Aufgaben des Munotwächters gehören nebst dem Läuten der Glocke auch Führungen für Touristen und andere interessierte Besucher, aber auch (seit 1910) die Pflege der Damhirschkolonie im Munotgraben, deren Leitstier seit 1970 jeweils auf den Vornamen des amtierenden Stadtpräsidenten getauft wird.
Walter Haag (1920–2014) war von 1970 bis 1980 der 65. Munotwächter. Von 1998 bis 2006 amtierte das Wächter-Ehepaar Elisabeth und Hano Burtscher als 67. Munotwächter. Im Spätsommer 2006 wurden sie vom Ehepaar Christian und Christine Beck abgelöst.
Seit Frühjahr 2017 amtiert Karola Lüthi als 69. und erste Munotwächterin in der Geschichte des Munots. Beim Frauenstreik am 14. Juni 2019 liess sie das Munotglöcklein zum ersten und einzigen Mal seit Hunderten von Jahren schweigen, was in Schaffhausen grosse Aufregung verursachte.